# Ferdinand Eßlair

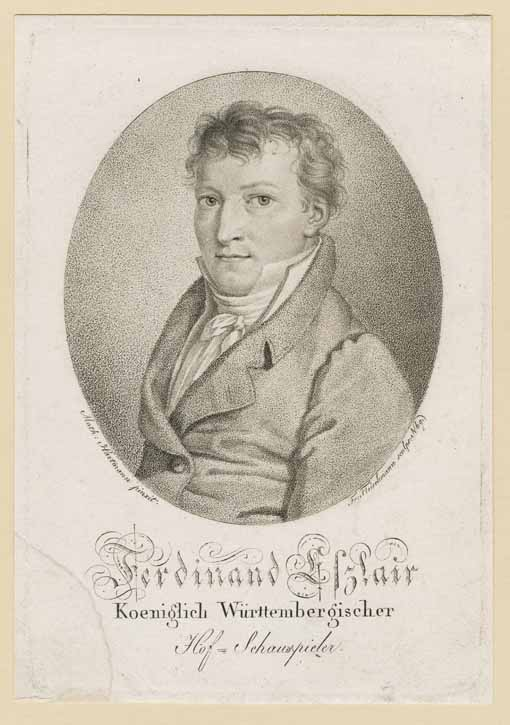
Ferdinand Eßlair

Ferdinand Johann Baptist Eßlair, auch Eßlaire (* 2. Februar 1772 in Esseg, Slawonien oder in Gotschdorf oder Geppersdorf in Schlesien; † 10. November 1840 in Mühlau bei Innsbruck) war ein österreichisch-deutscher Schauspieler und Theaterregisseur slawonischer oder schlesischer Herkunft. Auch in der neuen Forschungsliteratur sind viele Details aus Eßlairs Biographie ungeklärt. 

## Leben
Eßlair widmete sich zuerst einer militärischen Karriere, bevor er 1795 in Innsbruck die Schauspielerei entdeckte.  Bald darauf begab er sich nach Passau, gastierte 1797 in München, im folgenden Jahr in Prag, spielte auch in Stuttgart, Augsburg, Straßburg und Salzburg. Er wirkte von 1801 bis 1806 in Nürnberg, zum Teil auch als Direktor.
In Stuttgart, wo er seit 1807 engagiert war, heiratete er die Schauspielerin Elise Müller und wurde mit ihr zusammen noch im selben Jahr für das Hoftheater zu Mannheim engagiert, wechselte 1812 dann zum Hoftheater in Karlsruhe über. 1815 kam er als Regisseur nach Stuttgart und 1820 in ebendieser Eigenschaft ans Hoftheater nach München, wo er sich besonderer Wertschätzung erfreute, jedoch auch mit manchen Kritikern – etwa Moritz Gottlieb Saphir in stetem Zwist stand. Später, bereits pensioniert, gastierte er weiterhin auf allen namhaften Bühnen Deutschlands. Er starb auf einer Kunstreise in Mühlau, heute ein Stadtteil von Innsbruck.
Eßlair verkörperte vor allem Rollen von Helden. Seine Glanzrollen waren: Karl Moor, Wilhelm Tell, Wallenstein, Macbeth, König Lear u. a. Kritiker warfen ihm vor, Beifallssucht habe ihn in seinem späteren Künstlerleben zu Effekthascherei verleitet.
Er war dreimal verheiratet. Seine erste Frau Ignatia geb. Fuchshuber starb 1806. 1807 heiratete er die Schauspielerin Elise Müller, die ebenfalls in Stuttgart engagiert war und von der er sich später scheiden ließ. Um 1818 heiratete er die Schauspielerin Friederike Ettmeier.
Eßlairs Tochter Hedwig (* Nürnberg, 12. April 1804; † Breslau, 7. März 1897), seine älteste Tochter aus erster Ehe verliebte sich während ihres Breslauer Engagements als Schauspielerin 1823/24 in Franz Schuberts Freund Franz von Schober, heiratete dann aber auf Geheiß des Vaters den schlesischen Baron Albert Johann Maximilian Friedrich von Ohlen und Adlerscron (1786–1860).
Sein Neffe Max Eßlair war ebenfalls Theaterschauspieler.